# Парчанов, Никола
Никола́ Та́чев Парча́нов (болг. Никола Тачев Пърчанов; 19 июня 1930, Плевен — 24 октября 2014) — болгарский футбольный вратарь. Заслуженный мастер спорта Болгарии (1963).

## Биография

### Игровая карьера
Парчанов всю игровую карьеру в течение 15 сезонов играл за плевенский «Спартак», за который сыграл 201 матч в чемпионате Болгарии, хотя при этом не выиграл с командой никаких титулов.
В составе сборной Болгарии был участником футбольного турнира на Олимпиаде 1960 года и чемпионата мира 1962 года, но на турнирах не играл.

### Смерть
Скончался 26 октября 2014 года после продолжительной болезни в возрасте 84 лет.